# Високопіль
Висо́копіль — село в Україні, у Нікопольському районі Дніпропетровської області. Входить до складу Першотравневської сільської громади. Населення — 38 мешканців.

## Географія
Село Високопіль розташоване на правому березі річки Солона, нижче за течією на відстані 3,5 км розташоване село Чистопіль. Річка в цьому місці пересихає, на ній зроблено кілька загат.

## Історія
До 2017 року орган місцевого самоврядування — Чистопільська сільська рада.
12 червня 2020 року, відповідно до розпорядження Кабінету Міністрів України № 709-р від «Про визначення адміністративних центрів та затвердження територій територіальних громад Дніпропетровської області», увійшло до складу Першотравневської сільської громади.
19 липня 2020 року, в результаті адміністративно-територіальної реформи і ліквідації Нікопольського району(1923—2020), село увійшло до складу новоутвореного Нікопольського району.